# Arrigunaga
La playa de Arrigunaga, situada en Algorta, municipio vizcaíno de Guecho, País Vasco (España), es una playa con arena en el Abra.

## Área
- Bajamar: 51.425 m²
- Pleamar: 34.780 m²